# Amitus vesuvianus
Amitus vesuvianus är en stekelart som beskrevs av Gennaro Viggiani och Mazzone 1982. Amitus vesuvianus ingår i släktet Amitus och familjen gallmyggesteklar. Inga underarter finns listade i Catalogue of Life.